# Océane Hurtré
Océane Hurtré, née le 17 février 2004 à Rennes, est une footballeuse française évoluant au poste d'attaquant au Paris Saint-Germain.

## Biographie

### Jeunesse
Océane Hurtré naît à Rennes. Elle intègre le club du Paris-Saint-Germain dès ses 6 ans en 2010 avant de rejoindre le club de l'AS Poissy située dans les Yvelines, où elle passera la plus grande partie de sa jeunesse entre ses 9 et 13 ans. Elle intègrera le centre de Formation du Paris-Saint-Germain en 2018

### Carrière en club
Alors qu'elle participe déjà à quelques entraînements avec le groupe pro, à 16 ans, elle joue son premier match de D1 Arkema le 11 décembre 2020 avec le PSG. 
En aout 2022, il est annoncé qu'Océane rejoint le Dijon FCO pour une saison sous la forme d'un prêt. 
Lors de sa première titularisation avec le Dijon FCO, Océane offre une passe décisive à Léa Declercq pour la 1-0 face aux Girondins de Bordeaux le 17 septembre 2022. 

### Carrière internationale
Océane Hurtré est sélectionnée en équipe de France des moins de 16 ans en 2020, elle est titularisée à trois reprises face à l'Allemagne, les Pays-Bas et le Portugal là où elle inscrira son premier but avec la France -16 ans
Océane Hurtré obtient sa première titularisation en Équipe de France U20 à l'occasion de la Sud Ladies Cup contre les Pays-Bas ou elle offre l'unique passe décisive à Yrma Mze Issa à la 19e minute obtenant une victoire de 1-0. 
En juillet 2022, elle est sélectionnée par Sonia Haziraj afin de disputer la Coupe du monde U20 au Costa Rica.

## Palmarès
Paris Saint-Germain
- Championnat de France (1)
  - Championne en 2021.

 PSG -19 ans
- Challenge National U19 (1)
  - Championne en 2019.

## Statistiques
| Saison                | Club                  | Championnat           | Championnat | Championnat | Coupe(s) nationale(s) | Coupe(s) nationale(s) | Compétition(s) continentale(s) | Compétition(s) continentale(s) | Compétition(s) continentale(s) | Total | Total |
| Saison                | Club                  | Division              | M.          | B.          | M.                    | B.                    | Comp.                          | M.                             | B.                             | M.    | B.    |
| 2020-2021             | Paris Saint-Germain   | Division 1            | 2           | 0           | 0                     | 0                     | WCL                            | 2                              | 0                              | 4     | 0     |
| Total sur la carrière | Total sur la carrière | Total sur la carrière | 2           | 0           | 0                     | 0                     | -                              | 2                              | 0                              | 4     | 0     |